# 70. pr. Kr.
◄ | 2. stoljeće pr. Kr. | 1. stoljeće pr. Kr. | 1. stoljeće | ►
◄ | 100-ih pr. Kr. | 90-ih pr. Kr. | 80-ih pr. Kr. | 70-ih pr. Kr. | 60-ih pr. Kr. | 50-ih pr. Kr. | 40-ih pr. Kr. | ►
◄◄ | ◄ | 73. pr. Kr. | 72. pr. Kr. | 71. pr. Kr. | 70 pr. Kr. | 69. pr. Kr. | 68. pr. Kr. | 67. pr. Kr. | ► | ►►
Astronomija

## Događaji
- Fraat III. Partski postao vladar Partskog Carstva

## Rođenja
- 15. listopada – Publije Vergilije Maron (Publius Vergilius Maro) – prvosvećenik rimske poezije; pripadao je vremenu Cezarova nasljednika Oktavijana Augusta